# Unidades para la Protección de la Meseta de Nínive
Las Unidades para la Protección de la Meseta de Nínive (en inglés: Nineveh Plain Protection Units, NPU; en siríaco: ܚܕܝܘܬ ܣܬܪܐ ܕܫܛܚܐ ܕܢܝܢܘܐ) es una organización militar creada en junio de 2014 para defender a los cristianos asirios de la banda terrorista Estado Islámico, y posiblemente reconquistar sus tierras hoy en manos del grupo yihadista.
El grupo recibe ayuda de la Organización Mesopotámica Americana y de las comunidades de la diáspora caldeo-asirio-siríaca situadas alrededor del mundo. Posee más de 5000 efectivos. Un portavoz ha comentado que se planea buscar ayuda de los gobiernos estadounidense y europeos.
Según U.S. News & World Report, las Unidades para la Protección de la Meseta de Nínive pueden financiarse legalmente. La ayuda económica se realiza a través de donaciones a Restore Nineveh Now y la Organización Mesopotámica Americana.
La Meseta de Nínive (en siríaco clásico: ܦܩܥܬܐ ܕܢܝܢܘܐ, transliterado Pqata d'Ninwĕ; en siríaco: ܕܫܬܐ ܕܢܝܢܘܐ, transliterado Daŝta d'Ninwĕ; en árabe: سهل نينوى‎, transliterado Sahl Naynawā; en kurdo: Deşta Neynewa) es una región de la Gobernación de Nínive de Irak. Está formada por tres distritos: Tel Keppe, Al-Hamdaniya y Al-Shikhan. El área contiene las ruinas de la antigua ciudad asiria de Nínive, Nimrud y Dur-Sharrukin, así como numerosos antiguos lugares religiosos como los monasterios de Mar Mattai, Rabban Hoermizd, la tumba de Nahum y Lalish.